# Жехушице
Жехушице (чеш. Žehušice) је насељено мјесто са административним статусом варошице (чеш. městys) у округу Кутна Хора, у Средњочешком крају, Чешка Република.

## Становништво
Према подацима о броју становника из 2014. године насеље је имало 711 становника.